# تيرا مودي
تيرا مودي (بالإنجليزية: Tera Moody)‏ هي عداءة مراثونية أمريكية، ولدت في 18 ديسمبر 1980.

## وصلات خارجية
- تيرا مودي على موقع الاتحاد الدولي لألعاب القوى (الإنجليزية)